# Brene Moseley
Brene Moseley (Burtonsville, 25 novembre 1993) è un'ex cestista statunitense, professionista nella WNBA.

## Carriera
È stata selezionata dalle Indiana Fever al secondo giro del Draft WNBA 2016 (21ª scelta assoluta).